# Matheo de Aranda
Matheo de Aranda (Aranda de Duero, 1495 – Coimbra, 15 febbraio 1548) è stato un musicologo portoghese.
Fu autore di un Tractado de canto llano y contrapunto (1533) e di un Tractado de canto mensurabile y contrapunto (1535).